# Dolichopeza (Dolichopeza) issikiella
Dolichopeza (Dolichopeza) issikiella is een tweevleugelige uit de familie langpootmuggen (Tipulidae). De soort komt voor in het Oriëntaals gebied.